# Priorato de Beauly
El Priorato de Beauly (en inglés: Beauly Priory) era una comunidad monástica católica, cuyo edificio se encuentra en la "Insula de Achenbady", ahora Beauly, Inverness-shire, en Escocia. Probablemente fue fundada en 1230. No se sabe con certeza quién fue el fundador, diferentes fuentes creen que fue  Alejandro II de Escocia, John Byset, o ambos. Los monjes franceses, además de Bisset (un terrateniente recién instalado), tuvieron una presencia francófona lo suficientemente fuerte como para dar a la ubicación y al río el nombre "beau lieu" ("bello lugar") y luego traducirlo en Inglés.  Se convirtió en cisterciense el 16 de abril de 1510, después de la supresión de la Orden por el Papa. El convento fue secularizado gradualmente, y gobernado por una serie de comendadores.